# Uncinato

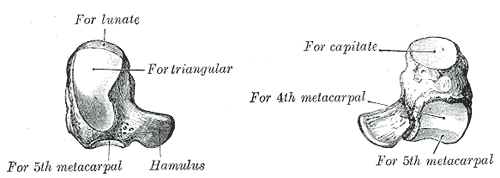
Vista prossimo-mediale (a sinistra) e vista latero-distale (a destra) dell'osso uncinato della mano sinistra.

L'osso uncinato (o amato), detto così perché dalla sua superficie sporge un rilievo ricurvo che ricorda la forma di un uncino, è un osso breve del carpo posto nella fila distale del carpo medialmente all'osso capitato e distalmente all'osso semilunare e all'osso piramidale. Si articola inoltre distalmente col quarto e quinto osso metacarpale.

## Descrizione
L'osso uncinato ha forma irregolarmente cubica. Offre alla descrizione sei facce, delle quali una prossimale, una mediale, una distale, una laterale, una dorsale ed una palmare.
La faccia prossimale dell'uncinato presenta due superfici articolari continue e rivestite di cartilagine, delle quali una laterale, si articola col semilunare ed è detta superficie articolare semilunare dell'uncinato, ed una mediale, si articola con l'osso piramidale ed è detta superficie articolare piramidale dell'uncinato.
La faccia laterale invece presenta una superficie articolare piatta, la superficie articolare capitata dell'uncinato che, rivestita di cartilagine, stabilisce una artrodia con l'osso capitato.
Le faccette articolari delle superfici laterale e prossimale del semilunare, tra loro continue, contribuiscono tutte a formare parte dell'articolazione mediocarpale e delle articolazioni intercarpali dell'articolazione mediocarpale. La superficie distale presenta due superfici articolari metacarpali continue e rivestite di cartilagine, delle quali una laterale ed una mediale. Di queste quella mediale, più ampia, si articola col quinto osso metacarpale e quella laterale, più piccola, contribuisce, assieme alla superficie articolare metacarpale laterale dell'osso capitato, a formare la cavità glenoidea per il quarto osso metacarpale nell'articolazione carpo-metacarpale mediale.
La faccia mediale riceve l'attacco del legamento collaterale mediocarpale mediale e del legamento collaterale carpo-metacarpale mediale.
Infine le superfici palmare e dorsale offrono attacco ai legamenti mediocarpali  amato-piramidali, ai legamenti intercarpali capitato-uncinati ed ai legamenti carpo-metacarpali dell'articolazione carpo-metacarpale mediale.
Dalla superficie palmare sporge inoltre un rilievo ricurvo della forma di un uncino e per questo detto uncino dell'uncinato, sul quale si inserisce il legamento trasverso del carpo.